# Gampert-Bräu Gebr. Gampert

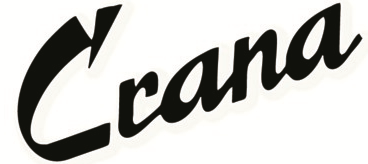
Logo der Limonadenmarke Crana von Gampertbräu

Die Gampert-Bräu Gebr. Gampert GmbH & Co.KG ist eine Brauerei aus Weißenbrunn im oberfränkischen Landkreis Kronach. 
Fritz Zollstab erhielt am 13. Oktober 1514 von Peter von Redwitz zu Theisenort die Erlaubnis, Bier zu brauen. In der Urkunde wird hier genannt: Schenkstatt mit allen Zugehörungen bei dem Bach im Dorfe Weyssenprun dem Fritz Zollstab, Wirth zu Weyssenprun, die Schenkstatt zu nießen und zu gebrauchen mit Mulzen, Brauen und Schenken 1614 wird Heintz Gampert erstmals als Besitzer genannt; seitdem ist die Brauerei in Familienbesitz. Markenzeichen der Brauerei ist ein Pfeife rauchender weißhaariger grüner Förster.
Gampert-Bräu stellt mit Stand Dez. 2016 elf Biersorten unter der Marke Gampertbräu sowie zehn Limonadensorten unter der Marke Crana her. Die bekannteste Sorte ist das Förster-Pils. Jährlich werden rund 70.000 hl Bier produziert.